# Carteia

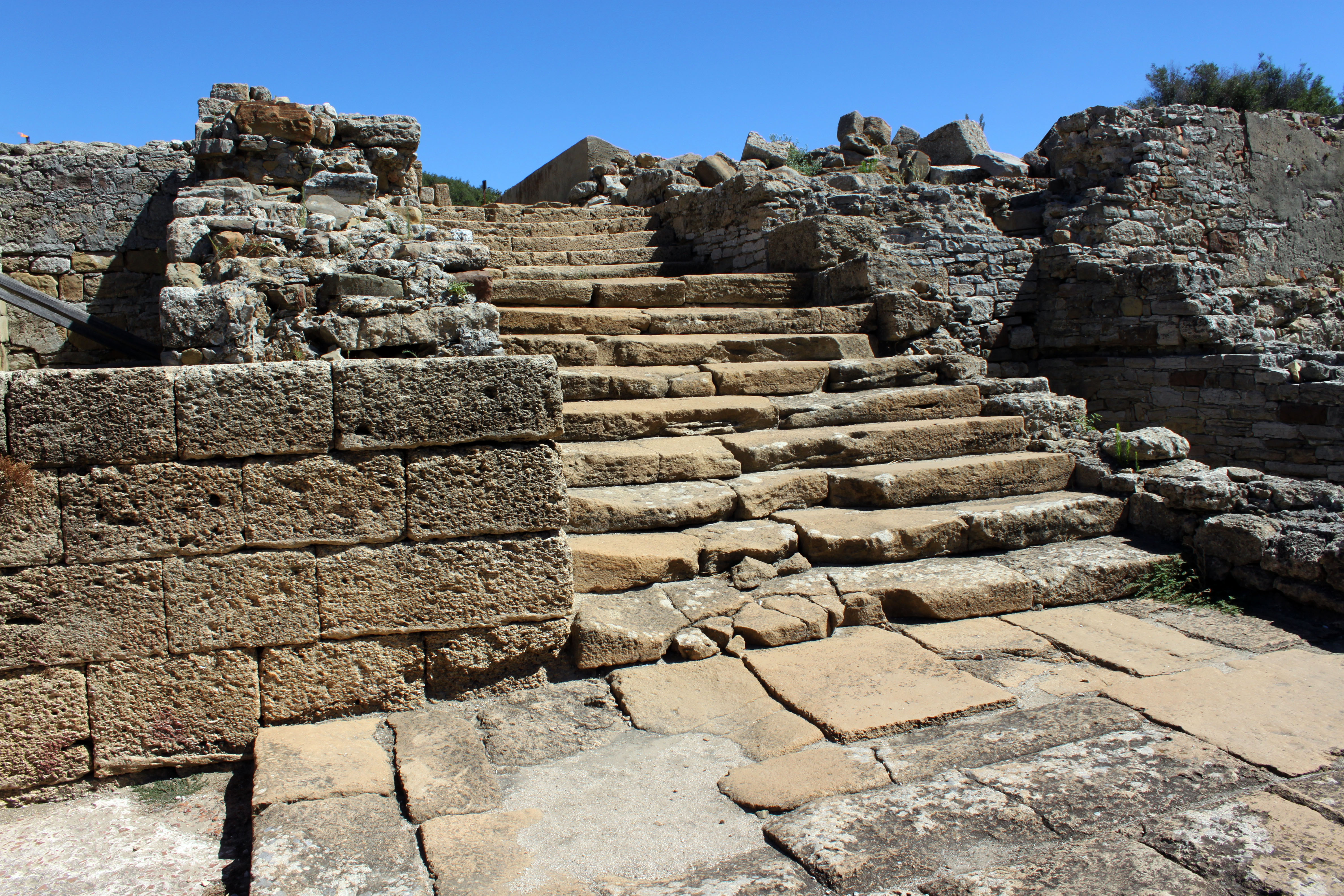
Forum in Carteia

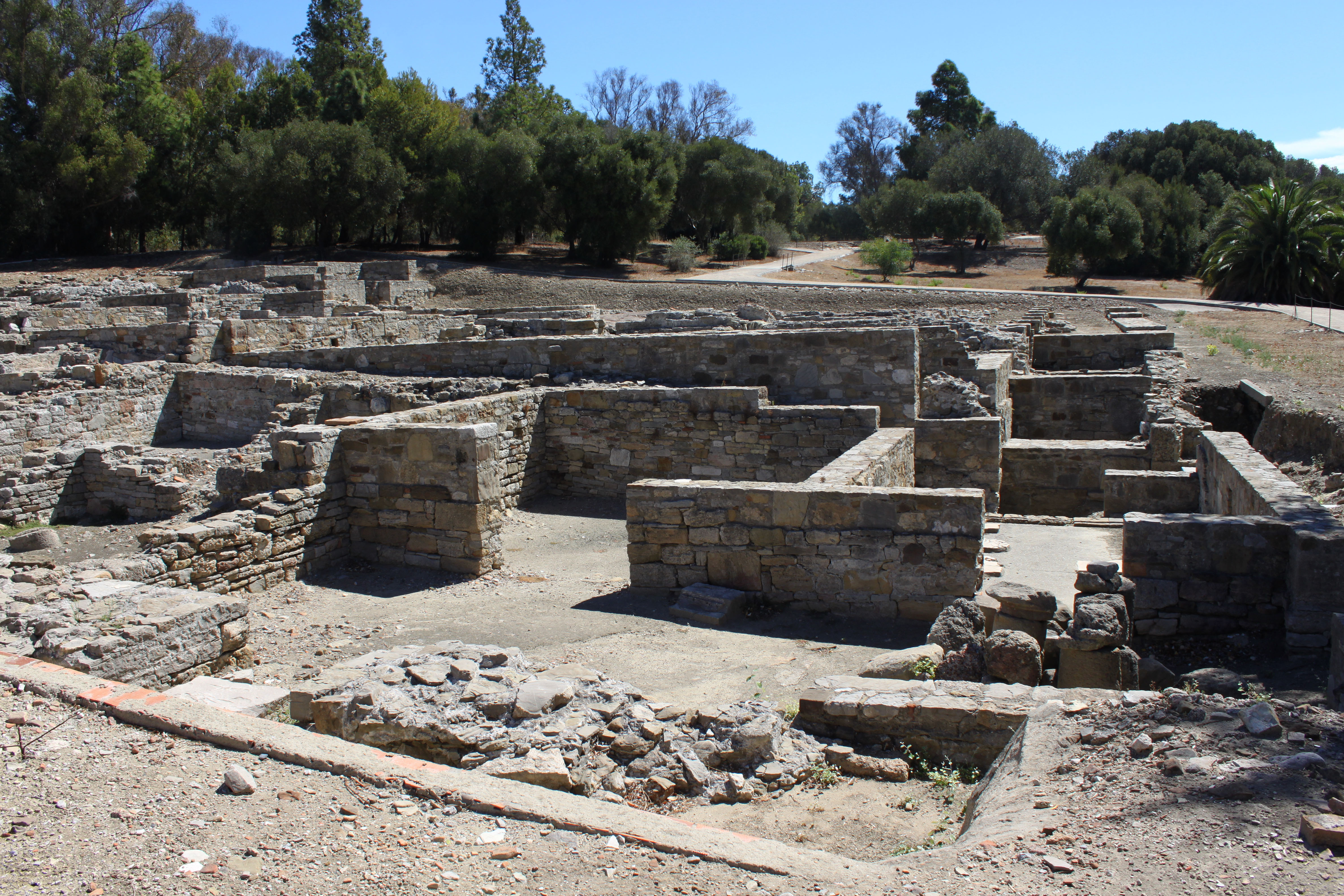
Thermen in Carteia

Carteia war eine von Phöniziern gegründete römische Hafenstadt in Hispanien; ihre Ruinen liegen auf dem Gebiet der Gemeinde San Roque knapp 13 Kilometer nordöstlich von Algeciras (Portus Albo) nahe der Mündung des Guadarranque.

## Geschichte
Im Zweiten Punischen Krieg schlugen die Römer im Jahr 206 v. Chr. bei Carteia die Flotte der Karthager. Im Jahr 171 v. Chr. wurde Carteia nach der Ansiedlung der Nachkommen römischer Soldaten mit hispanischen Frauen als erster Ort außerhalb Italiens unter dem Namen Colonia Latina Libertorum eine römische Kolonie (Colonia). Die Stadt, die sich stets treu zu Rom verhielt, verdankte ihre wirtschaftliche Blüte den Fischverarbeitungsbetrieben und der Purpurschneckenfischerei.

## Ausgrabungen
Erste Ausgrabungen begannen in den 1960er Jahren und wurden bis in die 1990er Jahre fortgesetzt. Das Grabungsgelände ist seit 1969 als Kulturdenkmal (Bien de Interés Cultural) geschützt und kann besichtigt werden.

## Museum
In der Stadt San Roque befindet sich seit dem Jahr 2001 das Museo Monográfico Municipal de Carteia mit zahlreichen Exponaten aus der antiken Stadt.

## Persönlichkeiten
- Hesychius von Carteia, legendärer Bischof des 1. Jahrhunderts

## Sonstiges
Der im 16. Jahrhundert erbaute Küstenwachturm (Torre del Rocadillo) ist nur knapp 500 Meter Fußweg entfernt.